# Liste des abbés d'Ourscamps
Les abbés d’Ourscamp sont listés ci-dessous, en commençant par les titulaires réguliers puis les commendataires de l'abbaye Notre-Dame d’Ourscamp, en France. « L'abbaye d'Ourscamp eut trente-deux abbés réguliers, c'était une des plus riches de France, aussi compta-t-elle un grand nombre de hauts personnages parmi ses abbés commendataires ».

## Abbés réguliers
1. Valeran de Baudement (1129 - 1142)
2. Hervé de Beaugency (1142 - 1143)
3. Robert (1143 - 1147)
4. Gilbert (1157 - 1163), puis abbé de Cîteaux
5. Etienne Ier (1164 - 1167)
6. Eudes (1167 - 1170)
7. Guy (1170 - 1195), puis abbé de Clairvaux
8. Hugues (1195 - 1197)
9. Baudouin Ier (1197 - 1211)
10. Jean Ier (1221 - 1223)
11. Albert ou Aubry (1223 - 1229)
12. Dreux (1230 - 1232), puis abbé de Clairvaux
13. Guillaume Ier (1233 - 1256 ou 1257)
14. Gilles Ier (1257 - 1265)
15. Jobert (1265 - 1275)
16. Guillaume II (1276 - 1289)
17. Jean II (1289 - 1290)
18. Gilles II (1291 - 1295)
19. Etienne II (1296 - 1298)
20. Jean III d'Orléans (1299 - 1312 ou 1313)
21. Nicolas Ier (1318 - 1332)
22. Pierre Ier d'Orchies (1333 - 1356)
23. Nicolas II de Framerville (1357 - 1358)
24. Jean IV de Brugelettes ou Vingeleez (1359 - 1370)
25. Jean V de Nesle (1371 - 1410)
26. Jean VI Picard (1412 - 1424 puis abbé général de l'ordre de Citeaux, décédé en 1428)
27. Baudouin II (1424 puis abbé général de l'ordre de Citeaux, décédé en 1441)
28. Jean VII Ratton (? - 1459 ou 1460)
29. Thibaut de Luxembourg (1461 - 1477) évêque du Mans
30. Nicolas III d'Aubenton (1477 - déposé en 1488, mort en 1493)
31. Nicolas IV Boutry (1493 - 1514 ou 1515)
32. Nicolas V Parent (1514 ou 1515 - 1519 ou 1520)
33. Antoine Loffroy (1521 - 1556)

## Abbés commendataires
1. Charles Ier de Bourbon, cardinal, archevêque de Rouen (1556 - 1590)
2. Charles II de Bourbon, cardinal, archevêque de Rouen (1590 - 1594)
3. Louis Ier de Lorraine, cardinal de Guise, archevêque de Reims (1594 - 1621)
4. Henri de Lorraine, archevêque nominal de Reims puis duc de Guise (1621 - 1641)
5. Jules Mazarin, cardinal (1642 - 1651) puis évêque de Metz
6. Henri Ier de Bourbon, évêque nominal de Metz (1651 - 1668)
7. Jean VIII Casimir Vasa, cardinal puis roi de Pologne (1668 - 1672)
8. Henri II de Bourbon, prince de Condé (1673 - 1675)
9. Louis II Henri de Bourbon, comte de La Marche (1675 - 1677)
10. Louis III de Lorraine-Elbeuf (1677 - 1693)
11. Pierre II Henri-Thibaut de Montmorency-Luxembourg (1693 - 1700)
12. René de Mornay de Montchevreuil (1700 - 1721)
13. Étienne III René Potier de Gesvres, cardinal, évêque de Beauvais 1723
14. Jean-François de la Cropte de Bourzac, évêque de Noyon (1734 - 1765)
15. Charles III de Broglie, évêque de Noyon (1766 - 1777)
16. Yves Alexandre de Marbeuf, évêque d´Autun (1777 - 1787)
17. Jérôme Marie Champion de Cicé, archevêque de Bordeaux (1787 - 1791)

## Source bibliographique
- Peigné-Delacourt, Histoire de l'Abbaye de Notre-Dame d'Ourscamp, A. Douillet, 1876.